# بمبوکا، نیو ساوت ولز
بمبوکا (به انگلیسی: Bemboka) یک شهرک در استرالیا است که در نیو ساوت ولز واقع شده‌است.